# Orta-Saint Hubert G.1
Orta-Saint Hubert G.1 byl belgický sportovní letoun, který byl postaven v několika exemplářích koncem 20. let.

## Vznik a vývoj
V polovině 20. let vyvinul belgický inženýr Jef Guldentops lehké víceúčelové letadlo G.1 (někdy označované i jako SG.1) s motorem Walter. Sám však nedokázal získat prostředky na realizaci projektu a na sériovou výrobu letadla. Spojil se s José Ortou (bývalý vojenský pilot za Velké války) ze společnosti José Orta Constructions & Réperations Aéronautiques, který pak zajistil financování. Letoun poprvé vzlétl 2. září 1928 a 12. září 1928 byl zanesen do belgického leteckého rejstříku s imatrikulací O-BABI (a později OO-ABI) pro Aéroclub des Ardennes (J.Orta) v Saint-Hubert. K 1. březnu 1929 byl přeznačen na OO-ABI a prodán do bruselského aeroklubu CAB.

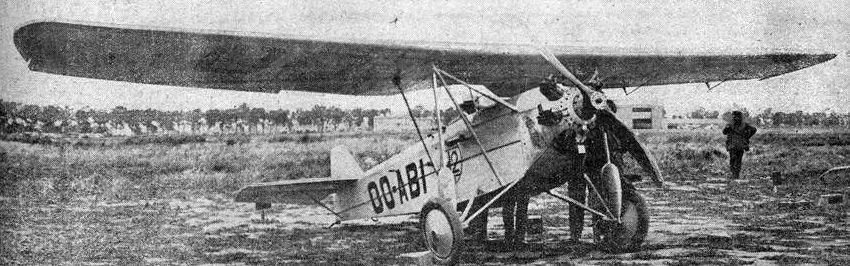
Orta St. Hubert G.1 (Les Ailes, Novembre 1929)

Pod vedením konstruktéra, technika a pilota Jefa Guldentopse byly postaveny tři tyto letouny v továrně, která sídlila v bruselské čtvrti Evere. José Orta v témže roce 1928 sériovou výrobu přenesl do nových prostor na letiště Saint-Hubert v Ardenách ve Valonsku (Aérodrome de Saint-Hubert, kód ICAO: EBSH), kde založil společnost Ateliers de Constructions et Reparations Aeronautiques. J. Orta zde totiž provozoval od podzimu 1926 třetí národní školu civilního letectví (l'Ecole d'aviation belge Saint-Hubert). Guldentops, který pracoval u společnosti S.A.B.C.A, jako vedoucí oddělení materiálů, opustil tuto společnost na podzim 1929 a přešel k J. Ortovi. V roce 1929 byla rozestavěna řada šesti letadel Orta-Saint Hubert G.1. Ty byly imatrikulovány v letech 1930-1931.
V zimě 1931 se Guldetops a Orta rozešli poté, co obvinil Ortu z finančních machinací. Jef Guldentops založil vlastní dílny v Bruselu-Evere. J. Orta potom pokračoval ve výrobě dalších pěti letounů sám. Koncem roku 1932 je firma Orta ze Saint-Hubert "do nedávné doby vyrábějící turistické letouny" zmiňována pouze jako dílna, která provádí opravy letadel. Přesto s novým společníkem, konstruktérem Pierrem Baudouxem zde postavili v roce 1934 dva dolnoplošníky Saint-Hubert 135 B.O. také označovaný jako Baudoux Orta 135 a v roce 1935 dva motorizované kluzáky Saint-Hubert Baudoux Orta).

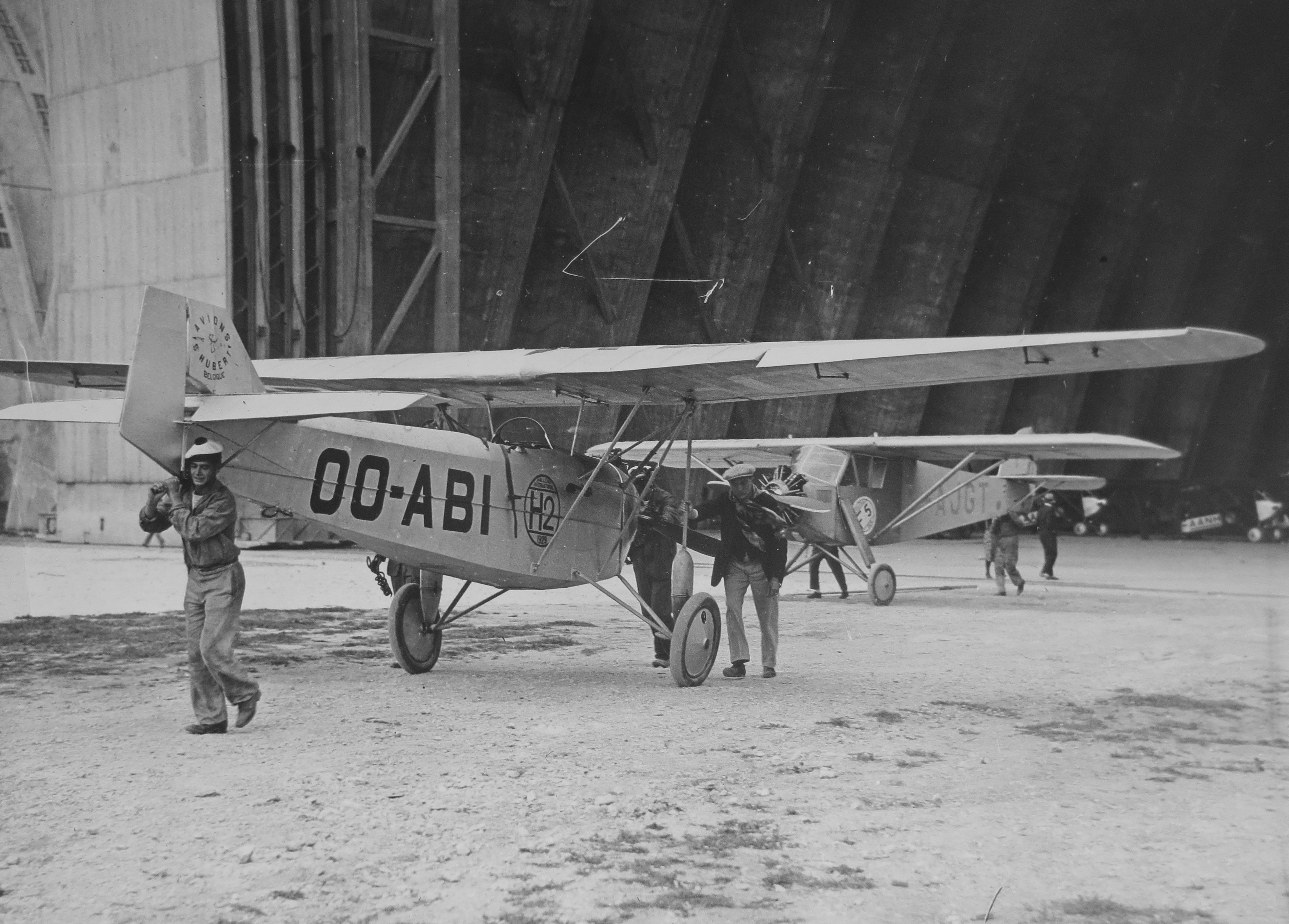
Orta St. Hubert G.1 s motorem Walter NZ-85 (Challenge 1929)

## Popis letounu
Orta Saint-Hubert G.1 byl turistický hornoplošný jednoplošník typu parasol s obzvláště odolnou konstrukcí a mohl být poháněn různými, hvězdicovými motory o výkonu 60, 85 nebo 120 k (Walter, Anzani, Renard atp.) popř. řadovými DH Gipsy nebo Cirrus Hermes. Nejvíce letounů bylo osazeno motory Walter. Cena letounu byla v té době mimořádně konkurenceschopná, což letounu přineslo určitý úspěch, protože za 3 roky bylo prodáno 15–17 letounů. Letoun byl ideální pro leteckou turistiku. Letadlo mohlo být použito ve dvou- až třímístném provedení, aniž by byly nutné nějaké větší úpravy. Navíc křídlo bylo možné rychle demontovat, což umožňovalo transport letounu za autem po silnici. Šířka po složení křídla nepřesahovala 2,5 m.
Trup byl tvořen čtyřmi nosníky ze smrkového dřeva. Dvoumístný kokpit byl umístěn za odtokovou hranou křídla. Před ním byl prostor pro další palivovou nádrž a nebo pro 3. pasažéra. Pro bezpečnost letounu byl tento vybaven palubním hasicím přístrojem a ve velké vzdálenosti od motoru byly umístěny benzínové nádrže v křídle. Pohonná jednotka Walter NZ-60 pro dvoumístný letoun byla kryta profilovaným krytem z hliníkového plechu, který byl napojen s liniemi trupu. Olejová nádrž s filtrem jako nedílná součást uchycení motoru byla umístěna mezi motor a protipožární přepážku z azbestu. Se silnějším motorem o výkonu 85 k byl třímístný (prázdný) letoun o 20 kg těžší, ale o 20 km/h rychlejší. Podle magazínu Flight (7/1930) byl letoun osazen i hvězdicovým sedmiválcovým motorem o jmenovitém výkonu 110 k/80,9 kW (Walter Venus).

## Použití
Tento typ byl vybavován motory o výkonu 60, 85 nebo 120 k a do belgického civilního rejstříku bylo v letech 1929-1932 imatrikulováno nejméně patnáct letadel: OO-ABI, OO-AKH, OO-AKL (1929), OO-AKO, OO-AKX, OO-AKY, OO-ALL (1930), OO-AMB, OO-AMC (1931), OO-AMS, OO-AMT, OO-AMU, OO-AMV a OO-BSC (1932). První tři byly v roce 1929 postaveny v Evere (O-BABI/OO-ABI, OO-AKH, OO-AKL) a 12-14 dalších v Saint-Hubert (1930-1932). Prvních sedm bylo zaregistrováno bruselským leteckým aeroklubem, další potom belgickými aerokluby: Club Liégeois d'Aviation de Tourisme z Lutychu a leteckým aeroklub z Antwerp. Letouny Josého Orty se účastnily řady leteckých soutěží po celé Evropě, ale tento ryze turistický letoun proti sportovním speciálům téměř nikde neuspěl, úspěchů dobyl v dálkových letech.
V roce 1929 byly přihlášeny 2 letouny Orta St.Hubert G.1 (OO-ABI, OO-AKH), oba se sedmiválcovým vzduchem chlazeným hvězdicovým motorem Walter NZ-85 o jmenovitém výkonu 85 k (62,5 kW) do mezinárodní soutěže turistických letadel (Challenge International de Tourisme). Některé zdroje uvádějí, že to byly motory Walter Vega o stejném výkonu 85 k (62,5 kW), ale to byly pouze pětiválce. Snímky letadel ze soutěže prokazují, že se jednalo o sedmiválce. Pilot Jacques Maus a hrabě Alain de Lambilly s tímto letounem (st. č. H 2, OO-ABI) obsadili poslední, 31. místo a druhý letoun (st. č. H 3, OO-AKH) pilotován Josephem Vnyistekem s Fabrym se neumístil, přičemž po technických zkouškách byly oba letouny klasifikovány na 36. resp. 41. místě z 81 přihlášených a ze 47 startujících.

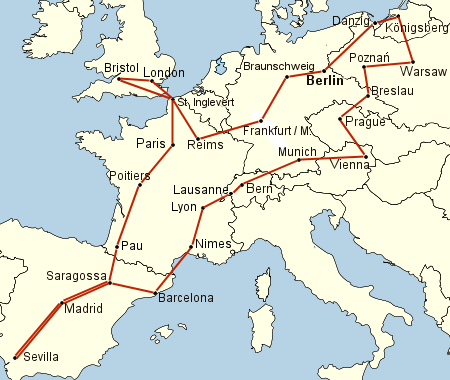
Trasa Challenge v roce 1930

I v roce 1930 se letoun Orta St.Hubert G.1 zúčastnil ve dnech 18. července až 7. srpna 1930 II. ročníku soutěže Challenge de Tourisme International. Letoun OO-AKX s hvězdicovým sedmiválcovým motorem o jmenovitém výkonu 110 k/80,9 kW (Walter Venus) přihlášený hrabětem de Lambillym a pilotovaný Jacquesem Mausem startoval s číslem L 2, stejně jako v prvním ročníku Challenge v ekipě francouzského aeroklubu. Bylo přihlášeno 98 letounů a startovalo z Berlína 60. Soutěž dokončilo pouze 35 strojů, mezi nimiž letoun Orta St.Hubert G.1 nebyl, protože již 25. července etapu nedokončil. I letoun s motorem Walter NZ-60 a s imatrikulací OO-AKY za pilotáže hraběte Jacquese d'Ursela z belgického aeroklubu CAB se v roce 1930 zúčastnil několika soutěží. V roce 1930 se ve dnech 20.-31. srpna jeden letoun Orta-St.Hubert G.1 s motorem Walter NZ-60 zúčastnil soutěže I. Giro Aereo ď ltalia, což byl takový italský truc podnik proti francouzskému Challenge, kde v roce 1929 italští letci neuspěli a v roce 1930 vůbec nestartovali. Tovární pilot Bloom obsadil v konečném pořadí 34. místo z 37 klasifikovaných. V soutěži startovalo dalších 5 letounů (3× Breda 15.S, 2× Caproni 100) vybavených motory Walter.
Generální tajemník belgického aeroklubu (CAB) hrabě Arnold de Looz-Corswarem koupil třetí a poslední letoun postavený v Evere (imatrikulace OO-AKL). S tímto letounem v roce 1931 provedl několik dálkových letů: Brusel-Oran-Brusel (březen/duben 1931), výlet do Skandinávie (květen 1931) a Brusel-Oran-Tunis-Brusel (červenec/září 1931).
Nejpamátnějším, pozoruhodným letem s letounem Orta-Saint Hubert G.1 však byl ten, který provedli Albert Maréchal a Géo Clavier na palubě letounu Orta Saint-Hubert G.1 (OO-ALL) s pětiválcovým motorem o výkonu 85 k (Walter Vega). Od 19. října do 12. listopadu 1932 letěli z bruselského Evere do Teheránu v Persii (v současnosti Írán). Zastávky byly provedeny ve Frankfurtu, Vídni, Bělehradu, Bukurešti, Istanbulu, Konyi, Aleppu (Sýrie) a Bagdadu (Irák).
Letouny Orta Saint-Hubert zaznamenaly i několik mimořádných událostí. V dubnu 1933 u belgického Beerse havaroval a byl tak zničen letoun s imatrikulací OO-ALL (výr. č. 221). V roce 1936 (12. dubna) došlo k letecké havárii na letišti v belgickém Gosselies (Brussels South Charleroi Airport, IATA: CRL, ICAO: EBCI). Pilot Georges Debource vzlétl na letadle Orta-Saint-Hubert G.1 (OO-AMT), který vlastnil aeroklub Liégeois d'Aviation de Tourisme. Pilot letěl ve výšce 200 až 300 metrů. Přihlížející diváci viděli, jak se křídla letadla chvějí a část se uvolňuje. Debource se pokusil dostat letoun pod kontrolu, ale marně. Mezitím se také odlomil ocas. Letadlo šlo dolů a narazilo do borového lesa na okraji letiště. Mladý pilot (22 let) byl vyproštěn z trosek letounu a odvezen ambulancí do nedaleké nemocnice ve čtvrti Jumet/Charleroi. Zemřel o hodinu později, aniž nabyl vědomí. Vedou se spory o imatrikulaci letounu, s nímž měl Debource nehodu. Jsou dvě verze OO-AMT nebo OO-AMU. Letoun OO-AMT byl podle leteckého rejstříku odepsán až v roce 1946, zatímco OO-AMU byl vyřazen z rejstříku už 24. září 1937. V březnu 1946 na letišti v belgickém Goetsenhovenu (ICAO: EBTN) havaroval a byl zničen letoun s imatrikulací OO-AKO.
Posledních 9 letounů Orta St Hubert G.1 bylo odepsáno z belgického civilního rejstříku až v roce 1946 (OO-AKH, OO-AKL, OO-AKY, OO-ALK, OO-AMB, OO-AMC, OO-AMS, OO-AMT a OO-AMV), z nichž definitivně poslední byl 13.11.46 OO-AMT.

## Uživatelé
- Belgie
  - Club d'Aviateurs Brussels (CAB)
  - Club Liégeois d'Aviation de Tourisme z Lutychu
  - Antwerp Aviation Club
- Lucembursko
  - LX-ALK (1935, výr. č. 219), LX-ALL (1938, výr. č. 323) - letouny s původními belgickými imatrikulacemi OO-ALK a OO-ALL, oba letouny však byly později prodány zpět do Belgie[9]

## Specifikace

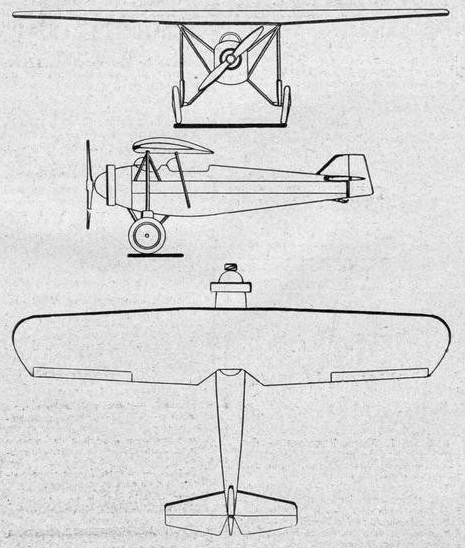
Orta St. Hubert G.1, skica (Les Ailes, Novembre 1929)

Data podle

### Technické údaje
- Posádka: 2
- Rozpětí: 9,98 m
- Délka: 6,40 m
- Výška: 2,40 m
- Nosná plocha: 16,00 m2
- Plošné zatížení: 35,50 kg/m2
- Hmotnost prázdného letounu: 345 kg
- Vzletová hmotnost: 550 kg
- Pohonná jednotka: 1× pístový, hvězdicový vzduchem chlazený pětiválcový motor Walter NZ-60
  - maximální, vzletový výkon: 75 k (55 kW) při 1750 ot/min
  - jmenovitý, nominální výkon: 60 k (44 kW) při 1400 ot/min
- Vrtule: dvoulistá dřevěná s pevným nastavením

### Výkony
- Maximální rychlost: 140 km/h
- Cestovní rychlost: 125 km/h
- Dostup: 3 700 m
- Dolet: 600 km
- Vytrvalost: 3,5 h